# Гверьоздно
Гверьоздно (рос. Гверёздно) — присілок у Лузькому районі Ленінградської області Російської Федерації.
Населення становить 48 осіб. Належить до муніципального утворення Оредежське сільське поселення.

## Історія
Згідно із законом від 28 вересня 2004 року № 65-оз належить до муніципального утворення Оредежське сільське поселення.

## Населення
| 1838 | 1862 | 1965 | 1997 | 2007 | 2010 |
| ---- | ---- | ---- | ---- | ---- | ---- |
| 92   | ↘87  | ↗193 | ↘34  | ↘21  | ↗48  |